# 大塚保治 (化学者)
大塚 保治（おおつか やすじ、1924年10月5日 - 2011年2月28日）は、日本の工学者。工学博士。元慶應義塾大学理工学部長。専門分野は高分子化学。

## 人物紹介
横浜市出身。慶應義塾大学工学部応用化学科卒業、工学博士。慶應義塾大学理工学部教授、理工学部長、財団法人慶應工学会顧問を歴任した。
1989年（平成元年）繊維学会会長。2002年（平成14年）勲三等旭日中綬章受章。
藤井光雄研究室出身。
慶應義塾大学理工学部教授の川口春馬、小池康博は大塚研究室の出身である。
2011年2月28日、胃がんのため東京都新宿区の病院で死去。86歳没。